# Малиновка (приток Мулянки)
Мали́новка — малая река (ручей) в Пермском крае, правый приток Мулянки (бассейн Камы).
Длина около 1,6 км.
Малиновка берёт начало в еловом лесном массиве в урочище Заячий Лог на юге Перми на высоте около 130 м над уровнем моря. Исток находится на территории Индустриального района Перми. Протекает в основном в южном направлении. В 100 м от истока на реке образован пруд. В северной части река протекает по западной границе лесного массива, в южной части по лугам и полям. В средней части реки на левом берегу реки расположено село Якунчики. Севернее села по реке проходит брод, по которому проходит автомобильная дорога Якунчики — урочище Сюземок. Южнее села проходит Южный автомобильный обход Перми, который пересекает реку по насыпи. Впадает в Мулянку справа на высоте 100 м.
Вблизи реки установлена водоохранная зона шириной 50 м и общей площадью 0,172 км².